# Openpolis
Openpolis è una fondazione indipendente e senza scopo di lucro che promuove progetti per l'accesso alle informazioni pubbliche, la trasparenza e la partecipazione democratica. Svolge attività di giornalismo basato sui dati (data journalism), porta avanti campagne di attivismo civico, fa divulgazione critica sul tema dei dati e sviluppa applicazioni web basate su dati aperti.

## Storia e obiettivi
La Fondazione openpolis ETS è stata costituita il 10 novembre 2017 e ha avuto il riconoscimento giuridico dalla Prefettura di Roma il 22 marzo 2018. La fondazione prosegue il percorso avviato dall'associazione openpolis nel 2006.
Le piattaforme web di openpolis sono libere e gratuitamente accessibili per informarsi, consultare e scaricare banche dati. La fondazione tratta dati, li elabora e li racconta attraverso un lavoro di data journalism che estrae dai dati notizie e rapporti. Un osservatorio civico sulla classe politica e una fonte d'informazione riconosciuta dai media nazionali ed esteri, dai decisori pubblici e dai cittadini. Le competenze presenti nel team sono trasversali, e permettono di seguire la filiera del dato dall'inizio alla fine.

## Attività
Durante la sua esperienza decennale, prima come associazione e poi come fondazione, openpolis ha portato avanti numerose iniziative che riguardano differenti tematiche e settori di intervento:
- Applicazioni web basate su dati aperti. Design, sviluppo, creazione e mantenimento di piattaforme per la visualizzazione di dati. Gli ambiti sono quelli della raccolta, cura, aggiornamento, distribuzione e rappresentazione dei dati attraverso applicazioni che li rendano comprensibili ed esplorabili.
- Attivismo civico e campagne. Il monitoraggio del potere, portando avanti campagne per aumentare la comprensione dei processi pubblici con iniziative per la trasparenza e mobilitazione civica.
- Giornalismo basato sui dati. L'utilizzo dei dati per raccontare storie e svolgere inchieste giornalistiche di interesse pubblico. La produzione e la distribuzione di contenuti originali, attraverso inchieste e osservatori, per innescare processi di mobilitazione civica.
- Cultura critica dei dati. La divulgazione della consapevolezza dei meccanismi che determinano l'estrazione massiva dei dati delle persone e il loro sfruttamento da parte delle grandi piattaforme internet.

## Piattaforme del network openpolis
- Openpolis magazine: Un magazine di data journalism in cui i dati vengono utilizzati come punto di partenza per fare giornalismo, in diversi ambiti: dal potere politico alla povertà educativa, passando per i dati della cooperazione e l'accoglienza. I dati per raccontare storie e svolgere inchieste giornalistiche di interesse pubblico.
- Openparlamento: Disegni di legge, mozioni, interrogazioni, votazioni, presenze e tanto altro. Informazioni dettagliate sull'attività di deputati e senatori in Parlamento. Il processo più avanzato per monitorare l'attività parlamentare. L'offerta unica di indicatori originali come l'indice di produttività parlamentare. Piattaforma attiva dal 2008, che permette quindi il confronto tra la XVI legislatura (2008-2013), XVII legislatura (2013-2018) e XVIII legislatura (2018-23).
- Openbilanci: I bilanci di tutti i comuni italiani degli ultimi quindici anni. Visualizzazioni, grafici e strumenti per valutare e confrontare la gestione delle risorse economiche delle città italiane. Una rubrica di data journalism annessa che, oltre a svolgere investigazioni su specifiche tematiche, rilascia gratuitamente i dati territoriali e di bilancio su base comunale.
- OpenPNRR: OpenPNRR fornisce una visione d'insieme e il dettaglio su tutti gli investimenti, le riforme, le loro scadenze, i progetti, i soggetti coinvolti e molto altro. È possibile registrarsi gratuitamente creando un account personale e scegliere quali misure, temi, priorità, territori e organizzazioni monitorare, per ricevere via emali ogni aggiornamento al riguardo. Dall'avanzamento delle scadenze, alla pubblicazione di documenti rilevanti o all'assegnazione di risorse ai territori di tuo interesse.